# Margaret Whigham
Pour les articles homonymes, voir Whigham.
Ethel Margaret Whigham, née le 1er décembre 1912 à Newton Mearns, en Écosse, et morte le 25 juillet 1993 à Pimlico, à Londres, est une aristocrate britannique. Également connue sous ses noms d'épouse de Margaret Sweeny (1933-1947) et Margaret Campbell (1951-1963), elle est surtout rendue célèbre par son divorce très médiatisé avec son second mari, Ian Campbell, 11e duc d'Argyll, sur fond de scandales sexuels.

## Biographie

### Naissance et jeunesse
Ethel Margaret Whigham naît le 1er décembre 1912 à Newton Mearns. Fille unique de George Hay Whigham, un millionnaire écossais (alors président de la Celanese Corporation of Britain and North America), et de Helen Mann Hannay, elle passe les quatorze premières années de sa vie à New York, où elle reçoit une éducation privée à la Hewitt School. Remarquée pour sa beauté, elle fréquente successivement le prince Ali Khan, le pilote automobile et aviateur Glen Kidston, et l'héritier de l'édition Max Aitken, qui devient plus tard le deuxième Lord Beaverbrook.
En 1928, Margaret, alors âgée de 15 ans, a une relation avec le futur acteur David Niven, âgé de 18 ans, lors de vacances à Bembridge sur l'île de Wight. À la grande fureur de son père, elle tombe enceinte. Emmenée dans une maison de retraite de Londres, elle subit un avortement secret. Margaret ne mentionne pas cet épisode dans son autobiographie de 1975.
En 1930, elle se présente au bal des débutantes. Peu après, elle annonce ses fiançailles avec Charles Greville, 7e comte de Warwick. Le mariage n'a cependant pas lieu car Margaret lui préfère Charles Sweeny, golfeur amateur américain issu d'une riche famille de Pennsylvanie. Entre-temps, elle a une liaison avec le prince George, duc de Kent.

### Premier mariage avec Charles Sweeny

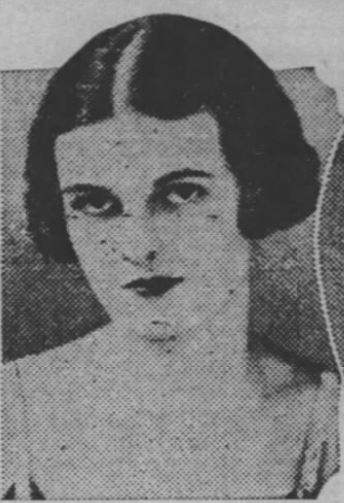
Margaret Whigham (1933).

Le 21 février 1933, après sa conversion au catholicisme, Margaret Whigham épouse l'homme d'affaires américain Charles Francis Sweeny (1910-1993) à l'oratoire de Londres. L'affluence est telle que la circulation à Knightsbridge est bloquée pendant trois heures. Le couple a trois enfants : une fille, mort-née à huit mois de grossesse fin 1933 ; Frances Helen (née en 1937, qui épouse en 1958 Charles Manners, 10e duc de Rutland), et Brian Charles (1940-2021). Avant ses deux dernières grossesses, Margaret Sweeny fait huit fausses couches.
En 1943, Margaret fait une chute qui manque de lui coûter la vie dans une cage d'ascenseur, alors qu'elle rendait visite à son podologue, sur Bond Street. Margaret et Charles Sweeny divorcent en 1947. Après la fin de son premier mariage, elle est brièvement fiancée à un banquier originaire du Texas, Joseph Thomas, de Lehman Brothers, mais il tombe amoureux d'une autre femme, et les fiançailles sont rompues. Elle a également une relation avec Theodore Rousseau, conservateur du Metropolitan Museum of Art.

### Second mariage avec le duc d'Argyll
Le 22 mars 1951, Margaret devient la troisième épouse de Ian Douglas Campbell, 11e duc d'Argyll (1903-1973). Elle écrit plus tard :

« J'étais riche, j'étais belle. Étant une jeune femme, j'étais constamment photographiée, on écrivait sur moi, on me flattait, on m'admirait, je figurais dans la liste des dix femmes les mieux habillées du monde et Cole Porter me mentionnait dans les paroles de sa chanson à succès You're the Top. Le sommet était ce que j'étais censée être. J'étais devenue une duchesse et la maîtresse d'un château historique. Ma fille avait épousé un duc. La vie était apparemment rose sur toute la ligne. »

La duchesse d'Argyll aurait falsifié des lettres prétendant que les fils issus du second mariage de son mari avec Louise Timpson étaient illégitimes, et aurait tenté d'acquérir un bébé pour en faire l'héritier de son mari. De son côté, le duc est connu pour être dépendant de l'alcool, du jeu et des médicaments. Il est décrit comme un homme physiquement violent et émotionnellement cruel par ses deux premières épouses. Rapidement, le mariage s'effondre.

### Divorce et scandales sexuels
Soupçonnant sa femme d'infidélité, le duc d'Argyll engage un serrurier alors qu'elle est à New York pour forcer une armoire dans leur maison de Mayfair, dans le Grand Londres. Les preuves découvertes aboutissent au divorce du couple, en 1963. Le duc d'Argyll fournit ainsi un ensemble de photographies de son épouse nue, portant uniquement son collier de perles caractéristique, en compagnie d'un autre homme ainsi que des clichés de la duchesse faisant une fellation à un homme nu dont le visage n'est pas photographié. On suppose que cet homme est le secrétaire d'État à la Défense, Duncan Sandys (gendre de Winston Churchill de 1935 à 1960), qui pose alors sa démission du Cabinet.
Le duc produit en outre une liste de 88 hommes avec lesquels il soupçonne sa femme d'avoir eu des relations sexuelles. Cette liste comprendrait deux ministres et trois membres de la famille royale britannique. Le juge déclare que la duchesse s'est livrée à des « activités sexuelles dégoûtantes ». Le gouvernement fait appel à Lord Denning pour trouver l'identité de l'homme sur les photographies. Il compare l'écriture des cinq « suspects » — Duncan Sandys, Douglas Fairbanks Jr, John Cohane, un homme d'affaires américain, Peter Combe, ancien attaché de presse de l'hôtel Savoy, et Sigismund von Braun, un diplomate allemand et frère du scientifique Wernher von Braun — avec les légendes des clichés. Accordant le divorce, le juge déclare que les preuves établissent que la duchesse d'Argyll « est une femme d'une promiscuité totale dont l'appétit sexuel ne peut être satisfait qu'avec un certain nombre d'hommes ». Il poursuit en disant que « son attitude à l'égard du caractère sacré du mariage […] était totalement immorale ».
Nombre des hommes avec lesquels la duchesse aurait eu une liaison étaient homosexuels, celle-ci ne l'ayant pas divulgué car les actes sexuels entre hommes étaient alors illégaux au Royaume-Uni. Alors que la duchesse n'a jamais révélé l'identité de l'homme sur les photographies, et que Fairbanks a toujours nié son implication, il est prétendu qu'il y avait en fait deux hommes sur ces clichés, Fairbanks et Sandys, ce dernier ayant été identifié sur la base de la déclaration de la duchesse, selon laquelle « le seul appareil photo Polaroid du pays à l'époque avait été prêté au ministère de la Défense ». Lady Colin Campbell, belle-fille du duc, déclare en 2013 qu'il s'agissait d'un cadre américain appelé Bill Lyons.
En 1963, le duc d'Argyll épouse une Américaine, Mathilda Coster Mortimer Heller, et meurt dix ans plus tard d'une attaque cérébrale à l'âge de 69 ans.

### Fin de vie et mort

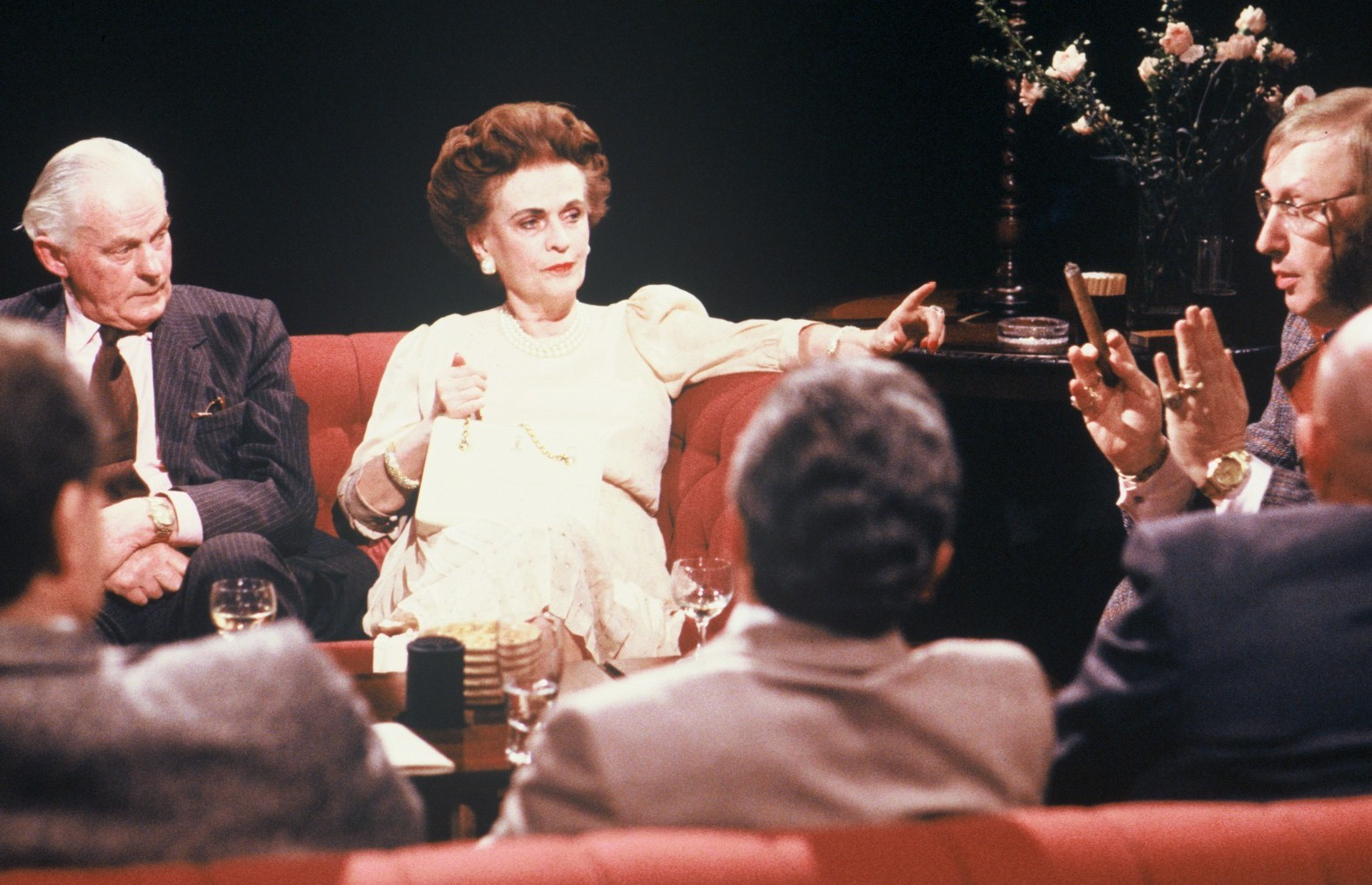
La duchesse d'Argyll sur le plateau de l'émission After Dark (1988).

En 1975, la duchesse d'Argyll publie son autobiographie, intitulée Forget Not, qui reçoit des critiques négatives à cause de son ton suffisant. Sa fortune diminuée, elle ouvre sa demeure londonienne du no 48 Upper Grosvenor Street, qui avait été décorée pour ses parents en 1935 par Syrie Maugham, pour des visites payantes. Son style de vie extravagant et ses investissements inconsidérés la laissent pratiquement sans le sou au moment de sa mort. Ses dettes l'obligent à quitter Upper Grosvenor Street en 1978 pour aller s'installer avec sa femme de chambre dans une suite du Grosvenor House Hotel.
Le 9 avril 1988, le soir suivant le Grand National, elle apparaît dans l'émission de Channel 4 After Dark consacrée aux courses hippiques. En 1990, incapable de payer ses factures d'hôtel, elle en est expulsée et avec l'aide d'amis et de son premier mari, elle emménage dans un appartement. Ses enfants la placent ensuite dans une maison de retraite à Pimlico, à Londres. La duchesse d'Argyll meurt dans la misère, le 25 juillet 1993, des suites d'une mauvaise chute. Elle est enterrée au côté de son premier mari Charles Sweeny, décédé quatre mois plus tôt, au cimetière de Brookwood, près de Woking, dans le Surrey.

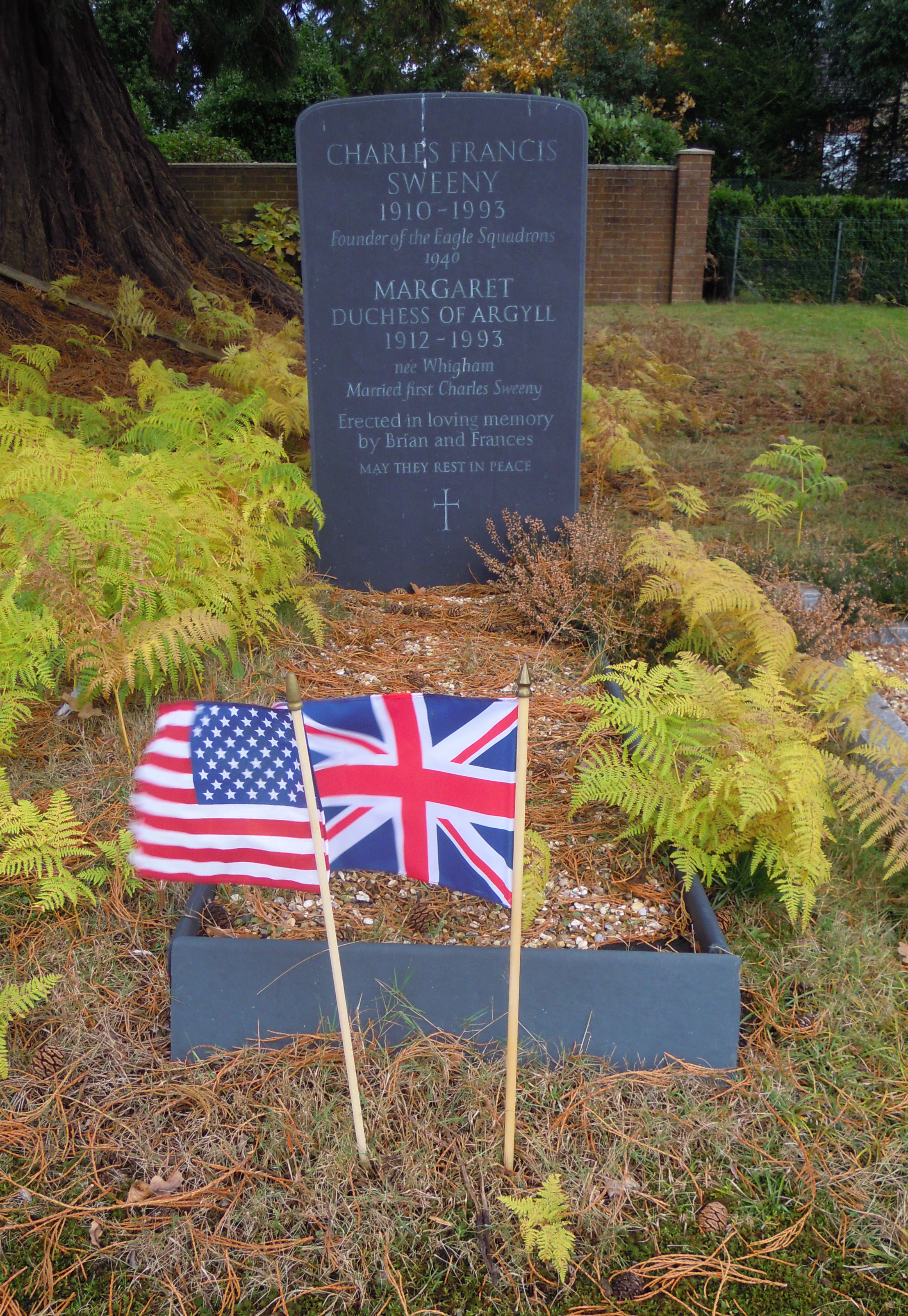
Tombe de Margaret et de son premier mari Charles Sweeny à Brookwood (2016).

En 1974, elle avait demandé à Charles Castle d'écrire sa biographie, mais il s'était rétracté. Il publie ensuite The Duchess Who Dared – The Life of Margaret, Duchess of Argyll en 1994, ouvrage réédité en 1995 et en 2021, pour coïncider avec la série A Very British Scandal (en).

## Personnalité
Margaret a déclaré au quotidien The New York Times : « Je pense que personne n'a vraiment de style ou de classe de nos jours. Tout le monde est devenu vieux et gros ». Elle se décrit comme « toujours vaniteuse ». Une autre citation donne un aperçu de sa personnalité : « Toujours un caniche, seulement un caniche ! Ça, et trois rangs de perles ! Ensemble, ils sont absolument les choses essentielles de la vie ».

## Margaret dans la culture populaire
Powder Her Face, un opéra de chambre relatant les principaux événements de la vie de la duchesse, est créé en 1995 pour le Festival de musique de Cheltenham. Le compositeur anglais Thomas Adès en écrit la musique et le romancier Philip Hensher en écrit le livret. Son personnage, dans l'opéra, invite à dessein à la fois à la sympathie et au mépris.
Son divorce avec le duc d'Argyll est mis en scène dans la série télévisée A Very British Scandal (en), co-produite par Amazon et la BBC, écrite par Sarah Phelps et diffusée en 2021, avec Claire Foy dans le rôle de la duchesse.